# انحراف ناخواسته هواپیما
انحراف ناخواسته هواپیما (به انگلیسی: adverse yaw): عبارت است از انحراف طبیعی و نامطلوب هواپیما در زمان غلتش (Roll) که در آن دماغه هواپیما شروع به حرکت در جهت خلاف جهت گردش هواپیما می‌کند.
این امر بدلیل این است که ایلرونی (شهپر - Aileron) که رو به پایین حرکت کرده  نیروی پسای (درگ - Drag) بيشتری نسبت به ايلرون بال مخالفش ایجاد می‌كند. برای بهبود این وضعیت و جلوگیری از آن باید از سکان عمودی (rudder)استفاده شود. بدین صورت كه سكان را بايد به سمت گردش اصلی هواپيما منحرف كرد.
یك مثال : فرض كنيد هواپیما می خواهد به سمت راست بغلتد ( اصطلاحاً roll به سمت راست)، در این زمان الرون سمت راست به سمت بالا حركت میكند و باعث ميشود تا بال سمت راست بدليل كاهش نيروی لیفت(Lift) پایین بیافتد، همزمان الرون سمت چپ نیز به سمت پایین حركت كرده و باعث افزایش لیفت بال سمت چپ شده و در نتیجه بال چپ رو به بالا حركت میكند افزایش ليفت در بال چپ باعث افزايش درگ بیشتری در سمت چپ هواپیما نسبت به سمت راست میشود و در نتيجه تعادل آیرودینامیكی به هم خورده و دماغه هواپیما به سمت چپ متمایل  میشو د.برای رفع این اشكال در زمان گردش هواپیما بايد از سكان عمودی(Rudder) نيز استفاده شود.